# Engyprosopon multisquama
Engyprosopon multisquama är en fiskart som beskrevs av Amaoka, 1963. Engyprosopon multisquama ingår i släktet Engyprosopon och familjen tungevarsfiskar. Inga underarter finns listade i Catalogue of Life.